# Cerdón (insulto)
En la Antigua Roma se llamaba cerdón, despectivamente, a los individuos de baja condición y a los esclavos, añadiendo a este nombre  el de un oficio, indicando con ello que eran malos obreros. El nombre cerdo, cerdonis significa artífice de los más inferiores y bajos y así al zapatero remedón se le llamaba sutor cerdo.
También se dio por burla a los primeros cristianos el apodo de cerdones y uno de los que usó tal denominación fue el poeta Juvenal. Este nombre figura en varios pasajes de autores clásicos y en algunas inscripciones.